# 白金高輪SELENE STUDIO
白金高輪SELENE STUDIO（しろかねたかなわセレネ スタジオ）は、東京都港区にある複合スタジオ。
2017年10月プレオープン。2018年3月20日グランドオープン。

## 施設概要
レコーディング、リハーサル、配信・収録、MAスタジオに加え、地下2階の大型スタジオ SELENE b2を併設。
9つのスタジオの他、控室・楽屋・バーコーナー・ホワイエ・ロッカー室などを有している。
以前はボルダリング施設であったため一般的なスタジオに比べて天井が高い。

## アクセス
- 東京メトロ南北線・都営三田線　白金高輪駅　2番出口　徒歩8分
- 東京メトロ南北線・都営大江戸線　麻布十番駅　2番出口　徒歩9分
- JR山手線・京浜東北線　田町駅　三田出口　徒歩11分
- 都営浅草線　三田駅　A3出口　徒歩12分